# Torlak
Torlak – imię męskie pochodzenia germańskiego (nordyckiego), zawierające imię boga piorunów — Tora. Patronem tego imienia jest św. Torlak (XII wiek). 
Torlak imieniny obchodzi 23 grudnia.